# Église Sainte-Marie de Lyskirchen
L'église Sainte-Marie de Lyskirchen est une basilique mineure de la ville de Cologne en Allemagne. Elle fait partie des douze basiliques romanes de la ville.
La première mention d'une église sur le site remonte à 948. La construction du sanctuaire sous sa forme actuelle date du début Xe et IIe siècles et a connu des ajouts de style gothique au cours des siècles. Les parties supérieures ont été reconstruites au XIXe siècle.